# Mikkel Mikkelsen
Mikkel Mikkelsen (22 de mayo de 1992) es un deportista danés que compite en bádminton. Ganó una medalla de bronce en el Campeonato Europeo de Bádminton de 2022, en la prueba de dobles mixto.

## Palmarés internacional
| Campeonato Europeo | Campeonato Europeo | Campeonato Europeo | Campeonato Europeo |
| Año                | Lugar              | Medalla            | Prueba             |
| ------------------ | ------------------ | ------------------ | ------------------ |
| 2022               | Madrid (España)    | Medalla de bronce  | Dobles mixto       |